# Struthiolaria papulosa

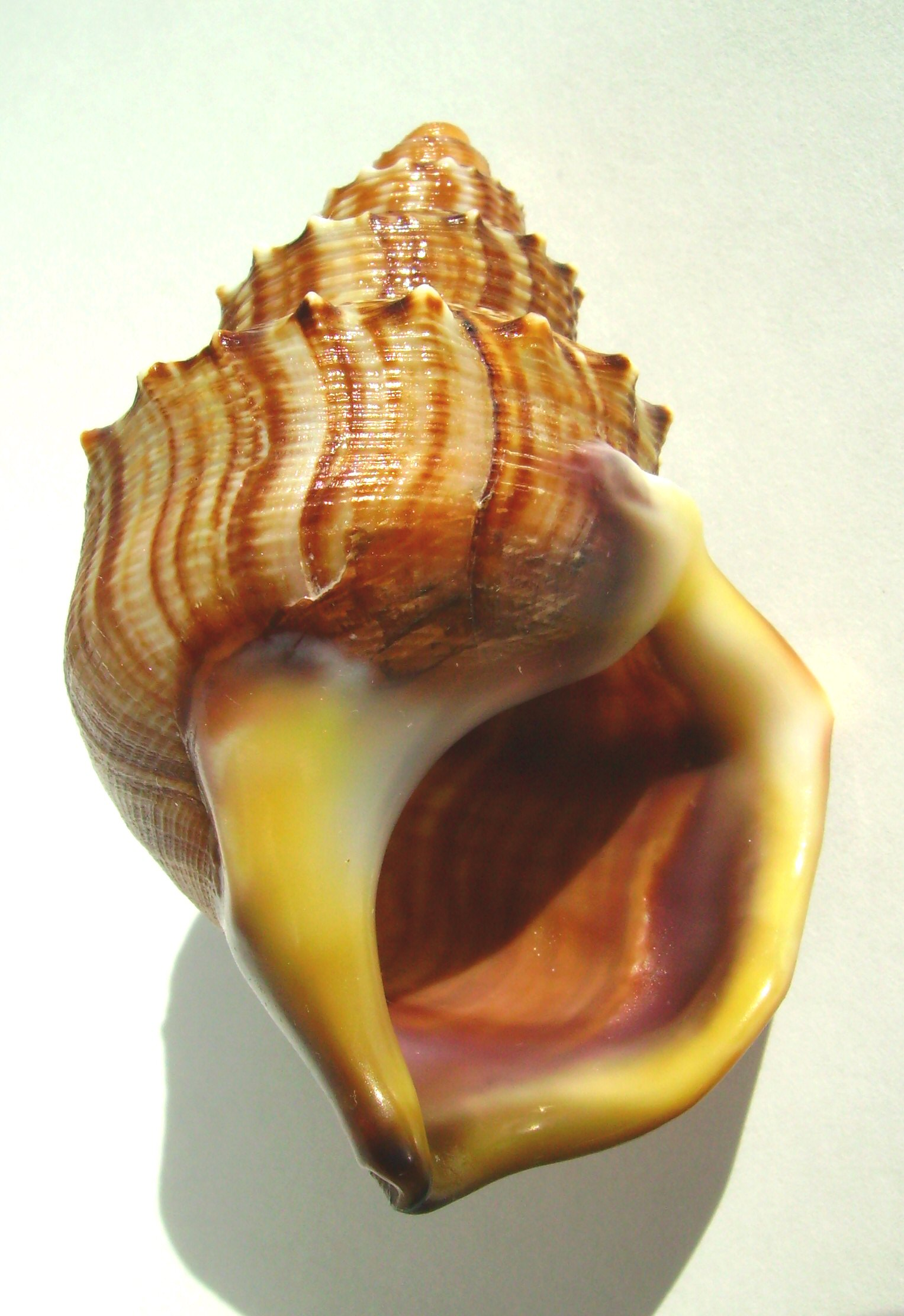
Apertural view of the same shell

Struthiolaria papulosa es una especie de molusco gasterópodo de la familia Struthiolariidae.

## Distribución geográfica
Se encuentra  en Nueva Zelanda.